# Baker (日本のミュージシャン)
baker（ベイカー）は、主にインターネット上で楽曲を発表している日本の男性ソングライター・DJ。TOKYO LOGIC所属。静岡県静岡市駿河区在住。

## 解説
高校3年の頃から音楽を始め、2000年ごろよりKeisukeHattori名義でネットで音楽作品を発表、2007年からはbakerの名前で動画投稿サイト「ニコニコ動画」などで初音ミクなどのVOCALOID技術を使用した音声合成ソフトをボーカルに用いた楽曲を発表し人気となった。bakerという名前はニコニコ動画のアカウントを作る際に決めたもので、ベイカー・ブラザーズの名前が元になっている。
bakerは「VOCALOIDシーン最重要アーティストのひとり」とも言われる。2007年の8月にキャラクターが歌うソフトというコンセプトで発売され、インターネット上で大きな支持を集めた初音ミクのムーブメントについては、発売当初より創作文化としてよりキャラクターの人気のみがクローズアップされる状況にあったが、その中で2007年の10月にbakerがニコニコ動画で発表した「celluloid」については、初音ミクの使用を明らかにせずに発表したにもかかわらず大きな話題を呼んだ。このことについて初音ミク発売元のクリプトン・フューチャー・メディア社長伊藤博之は「ここまで来たかと思いましたね」とコメントしている。bakerはVOCALOIDにおいてはキャラクターばかりが注目される中で、キャラクターよりもその技術のすばらしさをアピールする意図で曲を作り始めたという。ただし、キャラクター色の無い楽曲のみを発表しているわけではなくキャラクターを前面に押し出した作品の発表も行っている。またbakerはVOCALOIDでの楽曲制作では感情の表現を自身の課題としているという。「カナリア」についてはVOCALOIDの開発者の剣持秀紀から「VOCALOIDの可能性を限界まで追求した楽曲」と推薦された。
2008年には一通りやりたいことはやったとしてVOCALOIDでの活動については一旦休止したがその後再開、2009年にビクターエンタテインメントよりメジャー・デビューアルバム『filmstock』を発売した。KORG DS-10を用いた楽曲の発表やDJとしての活動も行う。また、自身で楽曲の制作と共にMVも手がけており、OSTER projectなど他の作家とのコラボレーションも行っている。
本人は既に当時から既にボカロ曲の新しい現象の広がりを予想していた。
現在はTOKYO LOGICに所属し、アニメやゲームへの楽曲提供を行う一方で、2022年頃からボカロPとしての活動も復活している。
なお、クリエイターが互いにリスペクトし二次創作を行う事で発展してきたVOCALOID文化の流れに沿った形にするため著作権をフリーにしたほうが良いと判断し、曲の著作権は日本音楽著作権協会には信託していない。

## 商業作品
- ハッチ・エンタテインメントおよび同社のLOiDレーベルよりリリースされた作品については、会社の消滅とそれによるレーベル廃止に伴い2011年3月末ですべて廃盤となっている[14]。

### CD
- 『filmstock』（ビクターエンタテインメント、2009年11月25日発売）
  - メジャー・デビュー・アルバム。CD+DVDの2枚組で、DVDにMVを収録。ジャケットデザインは古川本舗（古川P）が担当[1][10]。ボーカルには初音ミクやMegpoidといったVOCALOIDが用いられているが[10]、売上にマイナスとなることも考慮した上であえてVOCALOIDのキャラクターを出さない形で発売された[2]。これは他のキャラクター前面に出したアルバムを否定する意図ではなく、VOCALOID関連ではそういったアルバムばかりとなっている状況から、それらとは異なる形を示すためだという[2]。なお、本作には裏面にLOiDレーベルのロゴがあるが、あくまでビクターレーベルからの発売であるためハッチ・エンタテインメント解散によるレーベル廃止の影響は受けておらず、廃盤にはなっていない。
  - CD

  1. 同じ空
  2. ash
  3. ドラマ
  4. 羽
  5. カナリア
  6. Terminal
  7. celluloid
  8. サウンド
  9. kidd
  10. 違う空

  - DVD

  1. カナリア
  2. 羽
  3. ash
  4. celluloid
  5. サウンド
- 『escapist and realist』（2013年8月12日発売）
- 『悪EP』[15](2014年8月17日発売)
- 『changed man / baker vocaloid best 2007-2014』（2014年12月30日発売）
- 『ノスタルジック』(風雅なおととのユニットな音として[16])（2017年2月22日発売）

### 楽曲提供・参加作品

#### CD
- 『ピコ萌え！Future8bitシリーズ3 8bitで未来旅行』（ハッチ・エンタテインメント、2008年11月27日発売）
  - アニメの主題歌をファミコン風の音でカバーしたアルバム。編曲家の一人として参加。
- 『EXIT TUNES PRESENTS Vocarhythm feat.初音ミク』（EXIT TUNES、2009年3月4日発売）
  - 初音ミクを用いた楽曲を収録したコンピレーション・アルバム。「celluloid」を提供。
- 『Re:MIKUS』（ビクターエンタテインメント、2009年3月25日発売）
  - livetuneのリミックスアルバム。「carol」を提供、「Packaged」のリミックスを担当。
- 『EXIT TUNES PRESENTS Vocalostar feat.初音ミク』（EXIT TUNES、2009年6月17日発売）
  - 初音ミクを用いた楽曲を収録したコンピレーション・アルバム。「サウンド」を提供。
- 『千年の独奏歌』（LOiD、2009年7月1日発売）
  - 風雅なおとのオリジナルアルバム。「hana」を提供。
- 『LOiD-01 -LOiD's LOGiC-』（LOiD、2009年7月8日発売）
  - ネット上で活躍するクリエイターの楽曲を集めたコンピレーション・アルバム。「gear」を提供。
- 『初音ミク ベスト〜memories〜』（ソニー・ミュージックダイレクト、2009年8月26日発売）
  - 初音ミク発売2周年を記念したベスト・アルバム。「celluloid」を提供。
- 『ANIME HOUSE PROJECT 〜萌え selection vol.1〜』（エイチーム、2010年1月27日発売）
  - 初音ミク、巡音ルカを用いた萌え系・電波系ソングのカバーアルバム。初音ミクによる「わぴこ元気予報！」（アニメ「きんぎょ注意報!」主題歌）のカバーを担当。
- 『EX:P〜Ex:Producers〜』（FARM RECORDS、2010年3月17日発売）
  - VOCALOIDプロデューサーの曲を集めたコンピレーション・アルバム。「rehash」を提供。
- 『LOiD-02 -postrock- LOiD's MiND』（LOiD、2010年3月17日発売）
  - ネットで人気のクリエイターの曲を集めたコンピレーション・アルバム。「fear」を提供。
- 『EXIT TUNES PRESENTS Supernova 3』（EXIT TUNES、2010年7月7日発売）
  - ネットで人気のミュージシャンの楽曲を収録したコンピレーション・アルバム。「もう一人の僕へ」を提供。
- 『MOMO-i REMIXIES AKIHABA LOVE』（AKIHABA LOVE RECORDS、2010年7月7日発売）
  - 桃井はるこのリミックスアルバム。「21世紀 -NTMGmix-」のリミックスを担当。
- 『初音ミク -Project DIVA- 2nd NONSTOP MIX COLLECTION』（ ソニー・ミュージックダイレクト、2010年7月28日発売）
  - PlayStation Portable用リズムアクションゲームソフト『初音ミク -Project DIVA- 2nd』の公式コンピレーション・アルバム。ゲームに提供した「サウンド」のリミックスを収録。
- 『EX:P2 〜Ex:Producers2〜』（FARM RECORDS、2010年9月15日発売）
  - VOCALOIDプロデューサーの曲を集めたコンピレーション・アルバム。「ARPK」を提供。
- 『Diary』（LOiD、2010年11月24日発売）
  - Saiyaのアルバム。「DIARY LIFE 」の作曲・編曲、「Ain’t gonna cry」の作詞・作曲・編曲を担当。
- 『護法少女ソワカちゃん Remix! 改の巻』（LOiD、2010年12月15日発売）（LOiD、2010年12月15日発売）
  - 『護法少女ソワカちゃん』のリミックスアルバム。「護法少女ソワカちゃんOP」のリミックスを担当。
- 『VOCALO LOVERS feat.初音ミク』（ドリーミュージック、2011年3月2日発売） 
  - VOCALOIDを用いた恋愛をテーマにした曲を収録したコンピレーション・アルバム。「カナリア- sweetmix -」を提供。
- 『LINK / RING』（avex trax、2011年3月9日発売）
  - うさのアルバム。「celluloid」を提供。
- 『DJ Lily Presents SUPER VOCALOID』（avex trax、2011年4月27日発売） 
  - VOCALOID関連楽曲のノンストップリミックス・アルバム。cosMo@暴走Pの「初音ミクの消失」のリミックス「初音ミクの消失 -NTMG mix-」を提供。
- 『積乱雲グラフィティ/Fallin' Fallin' Fallin'』（ソニー・ミュージックダイレクト、2011年8月31日発売） 
  - ryo(supercell) feat. 初音ミク,Dixie Flatline feat. 初音ミクのシングル。「積乱雲グラフィティ」のbakerによるリミックスを収録。
- 『VOCALOID tribute to THE BLUE HEARTS』（トラフィック・エンタテインメント、2011年11月9日発売） 
  - VOCALOIDを用いたTHE BLUE HEARTSのトリビュート・アルバム。「1000のバイオリン」を担当。
- 『初音ミク DANCE REMIX Vol.1』（ビクターエンタテインメント、2011年12月7日発売）
  - VOCALOID関連楽曲のダンスリミックスアルバム。「celluloid」を提供。「恋スルVOC@LOID」のリミックスを担当。
- 『POP★sTAR the VOCALOID』（VOCALOID RECORDS、2012年12月19日発売）  
  - VOCALOIDを用いたポップスを収録したコンピレーション・アルバム。「celluloid」を提供。
- 『CiRCUiT BEATS SUPER GT 20th ANNIVERSARY』（ソニー・ミュージックダイレクト、2013年10月30日発売）
  - IA × SUPER GTのコラボレーション・アルバム。「sympa」を提供。

#### その他
- 『初音ミクDVD〜memories〜』（ソニー・ミュージックダイレクト、2010年2月10日）
  - 初音ミク関連作品のPV集。「celluloid」を提供。
- 『ミクうた、おかわり』（セガ、2010年3月25日発売） 
  - PlayStation Portable用リズムアクションゲーム『初音ミク -Project DIVA-』の追加ダウンロードコンテンツ。ゲーム内に使用される曲として「celluloid」を提供。
- 『初音ミク -Project DIVA- 2nd』（セガ、2010年7月29日発売）
  - 『初音ミク -Project DIVA-』の第2弾で、ゲーム内に使用される楽曲として「サウンド」を提供。
- 『セブンスドラゴン2020』（セガ、2011年11月10日発売）
  - ゲーム内のBGMの初音ミクバージョンの制作を行う[17]。
- 『雨だれの歌』（2017年 TVアニメ『少女終末旅行』第5話、第12話の特殊ED）